# Anomala schoenfeldti
Anomala schoenfeldti är en skalbaggsart som beskrevs av Ohaus 1915. Anomala schoenfeldti ingår i släktet Anomala och familjen Rutelidae. Inga underarter finns listade i Catalogue of Life.